# Gunung Tandikat
Gunung Tandikat är ett berg i Indonesien.   Det ligger i provinsen Sumatera Barat, i den västra delen av landet, 1 000 km nordväst om huvudstaden Jakarta. Toppen på Gunung Tandikat är 2 439 meter över havet, eller 358 meter över den omgivande terrängen. Bredden vid basen är 2,5 km.
Terrängen runt Gunung Tandikat är bergig västerut, men österut är den kuperad. Runt Gunung Tandikat är det ganska tätbefolkat, med 104 invånare per kvadratkilometer. Närmaste större samhälle är Padangpanjang, 9,9 km öster om Gunung Tandikat. I omgivningarna runt Gunung Tandikat växer i huvudsak städsegrön lövskog.